# Laattaouia
Laattaouia (àrab: العطاوية, al-ʿAṭṭāwiyya; amazic estàndard marroquí: ⵍⵄⵟⵟⴰⵡⵢⵢⴰ) és un municipi de la província d'El Kelâa des Sraghna, a la regió de Marràqueix-Safi, al Marroc. Segons el cens de 2014 tenia una població total de 30.315 persones.